# De l'utilité et de l'inconvénient des études historiques pour la vie
De l'utilité et de l'inconvénient des études historiques pour la vie, aussi traduit par Avantages et inconvénients de l'histoire pour la vie (titre original complet : Unzeitgemässe Betrachtungen. Zweites Stück: Vom Nutzen und Nachtheil der Historie für das Leben), est un ouvrage de 1874 de Friedrich Nietzsche et la deuxième des quatre parties de Considérations inactuelles.
Nietzsche y critique ses contemporains universitaires qui, d'après lui, surestiment l'importance de l'histoire ou la méconnaissent.

## Présentation
Après une introduction dans laquelle Nietzsche confie ses motivations personnelles pour la rédaction de cet écrit, l'analyse est portée sur le premier chapitre sur les origines de l'histoire. L'animal ne vit que dans le présent, dans un bonheur simple, et de cette manière, il vit aussi non historiquement. L'homme possède en revanche la capacité de se souvenir. Par ailleurs, ces mémoires individuelles et représentations collectives constituent un fardeau. Il devient parfois si grand qu'il peut entraver la viabilité d'un homme ou d'un peuple. L’histoire est alors aux yeux de Nietzsche tant une nécessité qu'un danger.
Le deuxième et le troisième chapitre traitent de trois fonctions occupées par l'histoire. L'histoire monumentale (monumentalische) enjoint les hommes à de grandes actions, l'histoire  antiquaire (antiquarische) préserve son identité collective et l'histoire critique (kritische) élimine les souvenirs malveillants. Ces trois fonctions pourraient virer au pathologique et c'est pourquoi un équilibre entre elles est nécessaire. Cette catégorisation de Nietzsche est probablement le contenu le plus connu de l’œuvre, et a été reprise et interprétée selon de nombreuses manières.

### Source
- Jacques Le Rider, « Oubli, mémoire, histoire dans la Deuxième Considération inactuelle », Revue germanique internationale, no 11,‎ 1999, p. 207-225 (lire en ligne)